# Mode i Sverige under 1940-talet
Mode under 1940-talet i Sverige präglades starkt av andra världskriget och ekonomisk kris. Detta kom att spegla modet eftersom människor tvingades vara kreativa och hitta på nya lösningar. Samtidigt blev människor mer positiva och hoppfulla under de senare delarna av 1940-talet. Modet förändrades i takt med krigets slut samt att Christian Dior introducerade en ny look som kom att kallas The New Look. Då kom även plagg såsom jeansen, trenchcoaten och nylonstrumporna att få sina genombrott. Även accessoarer såsom Homburghatten och Fedorahatten kom att bli högsta mode. Stilikoner som inspirerade under denna period var Zarah Leander, Marlene Dietrich och Humphrey Bogart.

## Bakgrund
Ransoneringen under andra världskriget satte stopp för modets utveckling eftersom folket behövde producera krigsmaterial. Detta kom att leda till brist på material för att tillverka nya kläder. Människorna tvingades därför vara kreativa och sy om gamla kläder. Denna period påverkade även de kläder som människorna hade på sig under efterkrigstiden. Det var vanligt att kvinnor hade på sig klänningar med puffaxlar, kjoldräkter och långa handskar under tiden efter andra världskriget. Under krigstiden var modet mycket enkelt och människor tvingades sätta på sig det de hade eftersom modet inte var det viktigaste under en period med krig och ransonering. Detta tankesätt kom att ta en snabb vändning när kriget var över och människorna var mer hoppfulla. Kläder som långa kjolar och byxdresser kom nu att bli högsta mode bland kvinnorna och armékläderna kom att inspirera mycket.
Under 1940-talet var kläder en dyrbarhet och det var vanligt att man tog väl hand om de kläder de hade och hade samma kläder på sig flera dagar i rad. Om kläderna exempelvis gick sönder syddes de om istället för att nya köptes. Det var vanligt att kvinnorna vek upp sina kjolar när de satt ner för att inte riskera att förstöra tyget. Under 1940-talet och ända fram till 1960-talet var kläderna mycket dyra. Av denna anledning var det vanligt att kläderna ärvdes och syddes om. Detta var ett sätt att hushålla med resurser och bidrog till att konsumtionen blev mer hållbar på längre sikt.

## Första halvan av 1940-talet
I början av 1940-talet präglades kläderna folket hade på sig av andra världskriget och det var vanligt att kvinnorna bar kortare klänningar, som slutade strax nedanför knäna, till följd av ransoneringen.

Kvinnorna som tidigare hade hand om hemmet fick nu ta en mer ansvarsfull roll och arbeta för att hålla igång samhället medan männen var inkallade. Kvinnorna fick då ta del av de yrken som innan kriget dominerades av männen. I takt med denna förändring så blev det allt vanligare för kvinnor att bära mer praktiska kläder - funktion gick nu före stil. Kvinnornas mode i allmänhet inspirerades också av männens, med breda vadderade axlar. Byxor kom också att bli vanligare och allmänt accepterat. Även hårnät kom att bli vanligare eftersom det höll kvinnornas långa hår på plats. Stiliga skor, trenchcoats, chinos och byxdressar var högsta modet. Det var även populärt med handväskor, ofta av svart plastlack med spegel eller större axelremsväskor. Det var även populärt med hattar som senare efter kriget kom att ersättas med sjalar och turbaner, särskilt bland de kvinnor som arbetade inom krigsindustrin. 

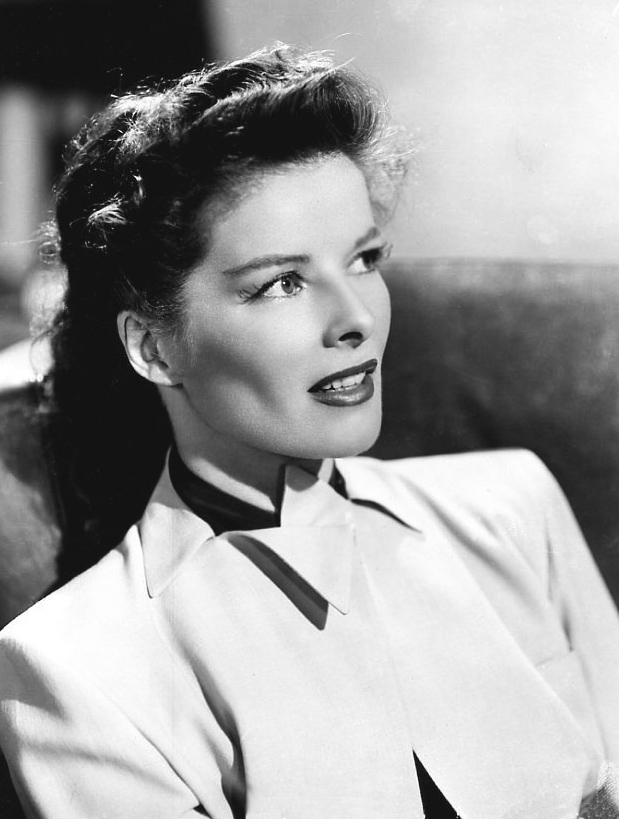
Porträtt av Katharine Hepburn.

Även overaller, byxdresser, kavajer och kjoldräkter blev allt vanligare. Katharine Hepburn och Bette Davis blev mycket kända förebilder inom modebranschen under denna tid. Till följd av kriget blev kvinnorna tvungna att vara mer kreativa för att hitta nya modelösningar eftersom ekonomin för de flesta var mycket dålig. Kvinnorna lärde sig därför att sy om, laga och dekorera kläderna. Exempelvis var turbanen en effektiv lösning när det var brist på frisörer och hårprodukter. En annan lösning sprungen ur bristen på damstrumpor var att kvinnorna målade sömmar direkt på benen så att det skulle se ut som att de bar strumpor. Bristen på varor kom även att leda till att kjolarna blev allt kortare och tajtare och då kom nya regler för hur mycket tyg som fick användas vid tillverkningen av kjolar. Även nya och billigare tyger började under denna tid att komma till Sverige som till exempel viskos och jersey.

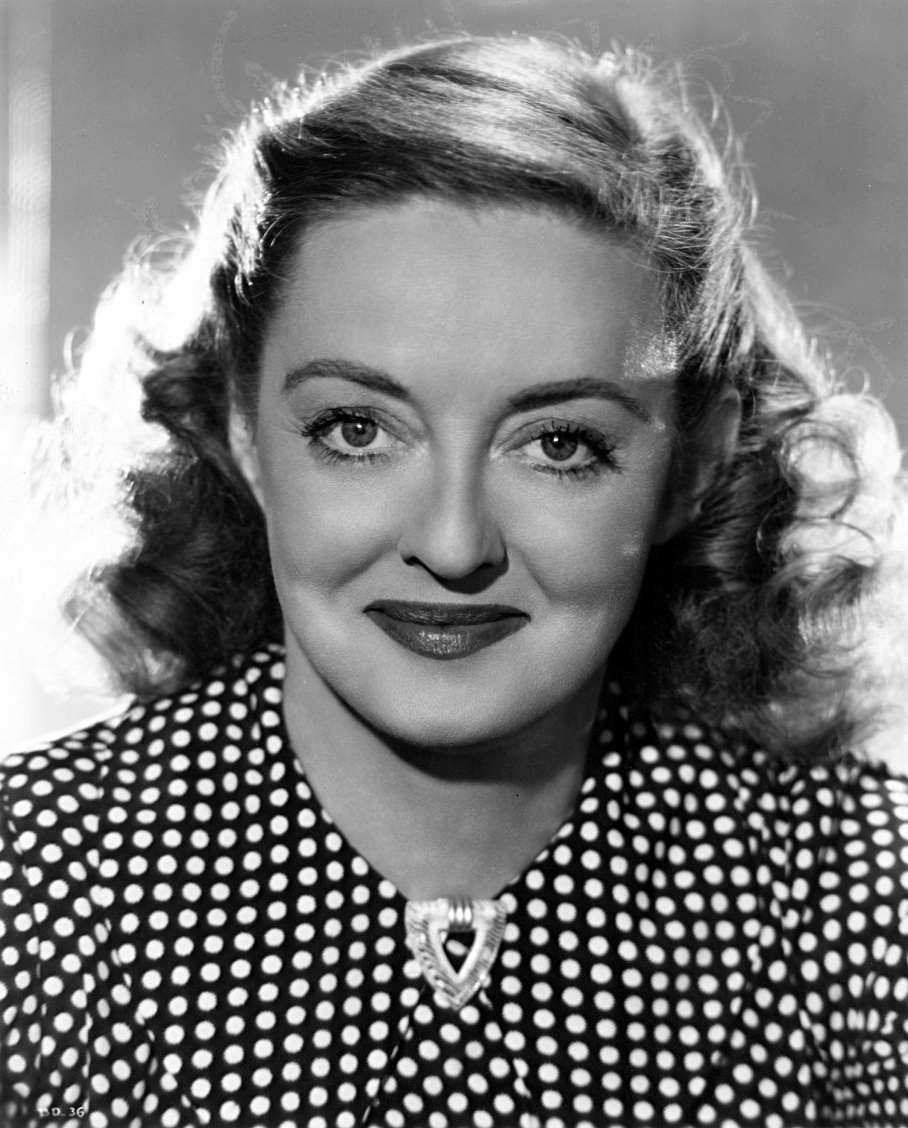
Porträtt av Bette Davis.

Modet kom att förändras ytterligare under mitten av 1940-talet i takt med att människorna blev allt mer trötta på kriget och dess begränsningar. Nu började timglasfiguren att bli ideal, istället för den raka figuren. När kriget tog slut smittade människornas glädje av sig på modet. Kläderna började nu bli mer färgglada, fantasifulla och feminina.

## Folkhemmets kläder

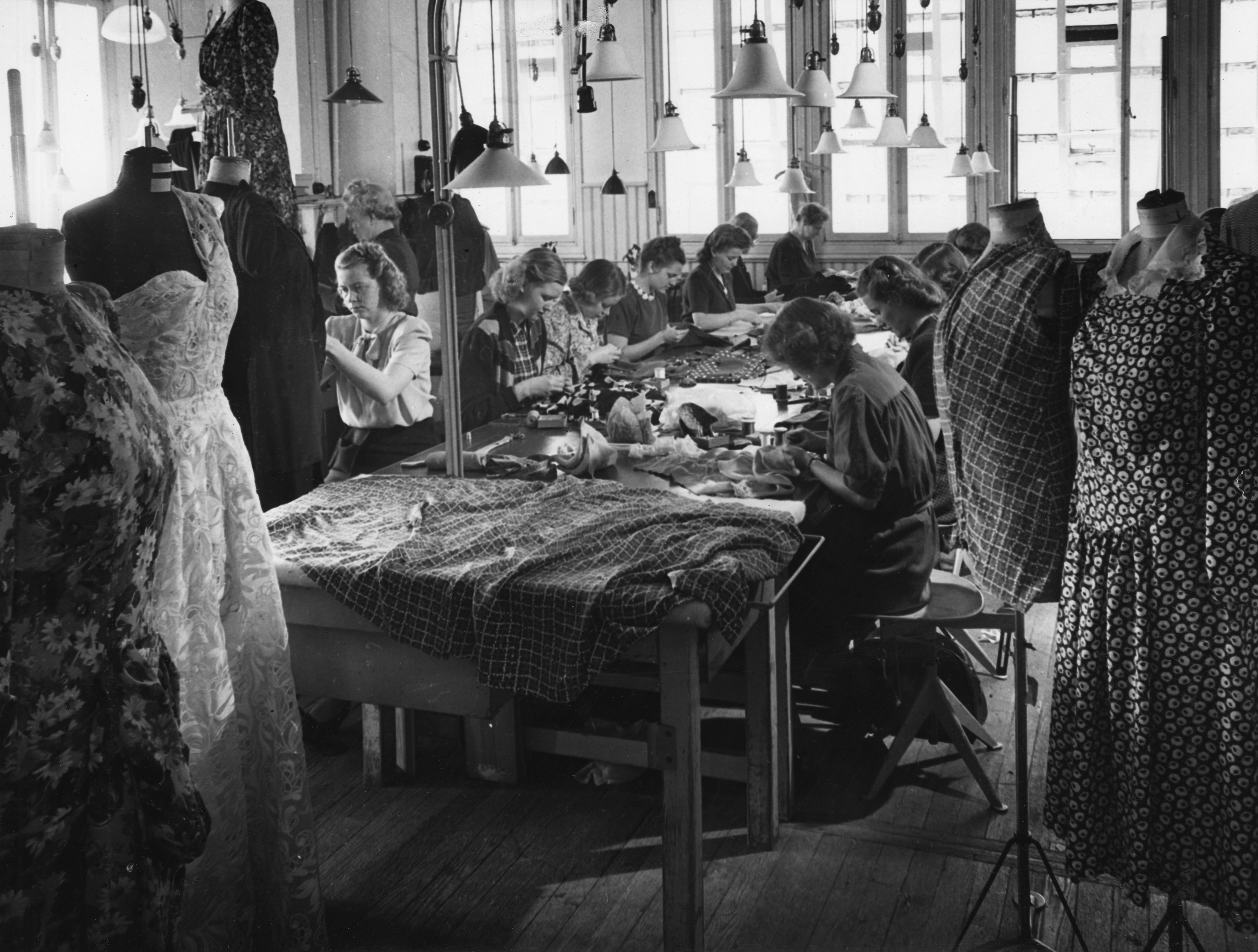
Klänningsateljé för damskrädderi.

Textilier och kläder fanns på ransoneringslistan 1942 och ett år senare fanns även skor med på listan. Ransoneringen upphörde på de flesta platser efter kriget, men levde kvar på en del platser ända fram till 1951. En statlig byrå startades i syfte att ge råd om klädinköp under krigsåren. Vid krigets slut byggdes industrierna upp på nytt och produktionen sattes igång. Även fler produkter började importeras till Sverige. Trots detta var det brist på tillgång till kläder och skor. Det var även vanligt att män och kvinnor sydde sina egna plagg hemma i stället för att köpa färdigsydda plagg. Ibland hände det att männen och kvinnorna köpte ytterplagg och kostymer som var fabrikstillverkade.
I takt med att barnbidraget utbetalades för första gången år 1948 kunde familjerna köpa mer kläder och skor. Det var även vanligt att de ägde några få plagg. De flesta hade endast en installation av vår- och sommarkläder och höst- och vinterkläder. Detta berodde på att kläderna var betydligt dyrare än vad de är idag. Konsekvenserna av detta blev att familjerna slet mer på kläderna eftersom de endast hade råd med några få klädesplagg för varje årstid. Den dåliga ekonomin bidrog även till att människor blev mer kreativa och det blev allt vanligare att familjerna använde tyget från sina gamla slitna kläder för att sy nya kläder. En annan lösning var att sy om vuxenkläder till barnkläder. Barn och vuxna hade däremot fler underkläder av hygieniska skäl så de skulle kunna byta ofta, men de försökte att inte tvätta kläderna för ofta eftersom det inte fanns tvättmaskiner i hushållen. Det var därför vanligt att de handtvättade kläderna eller kokade dem över spisen. I en del sällsynta fall så hade hushållen tillgång till en gemensam tvättstuga.

## Kvinnligt mode

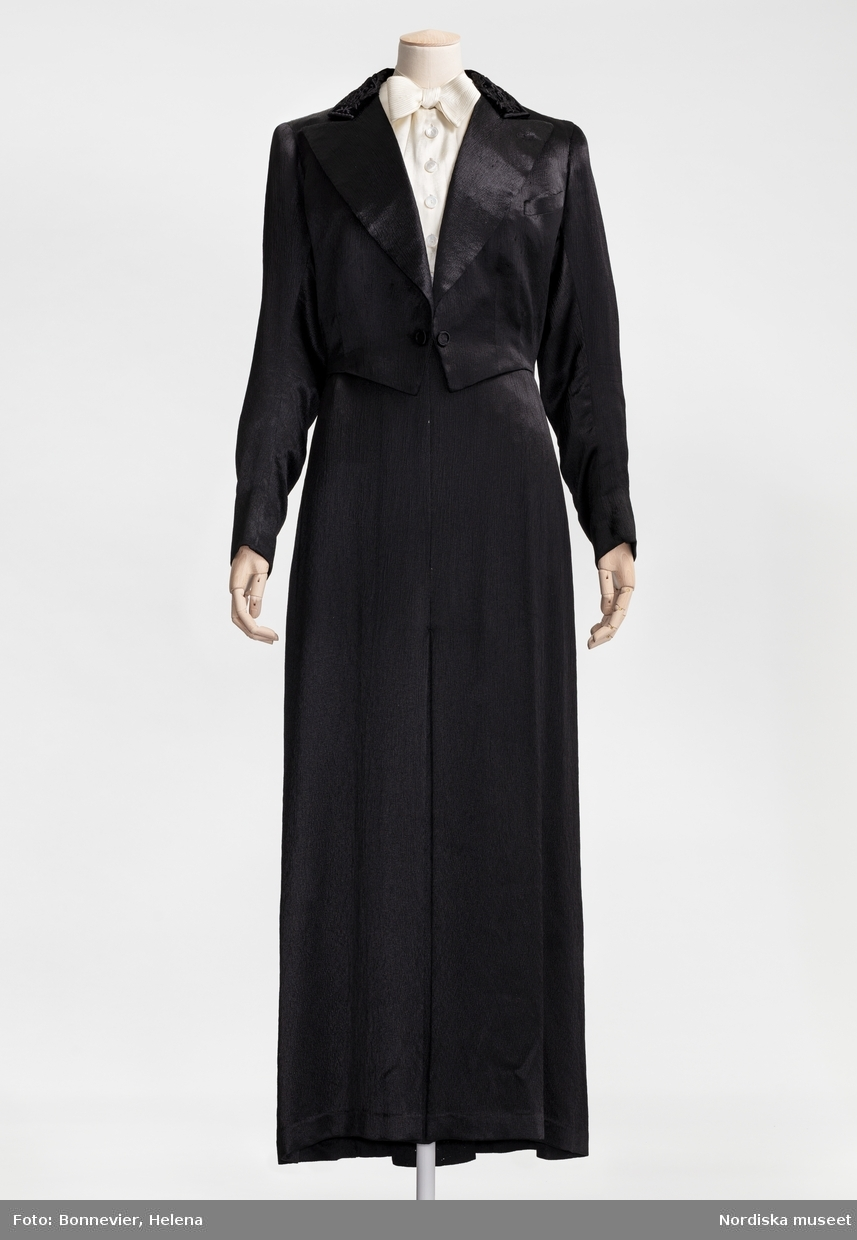
Kvinnlig frackdräkt från NK damskrädderi.

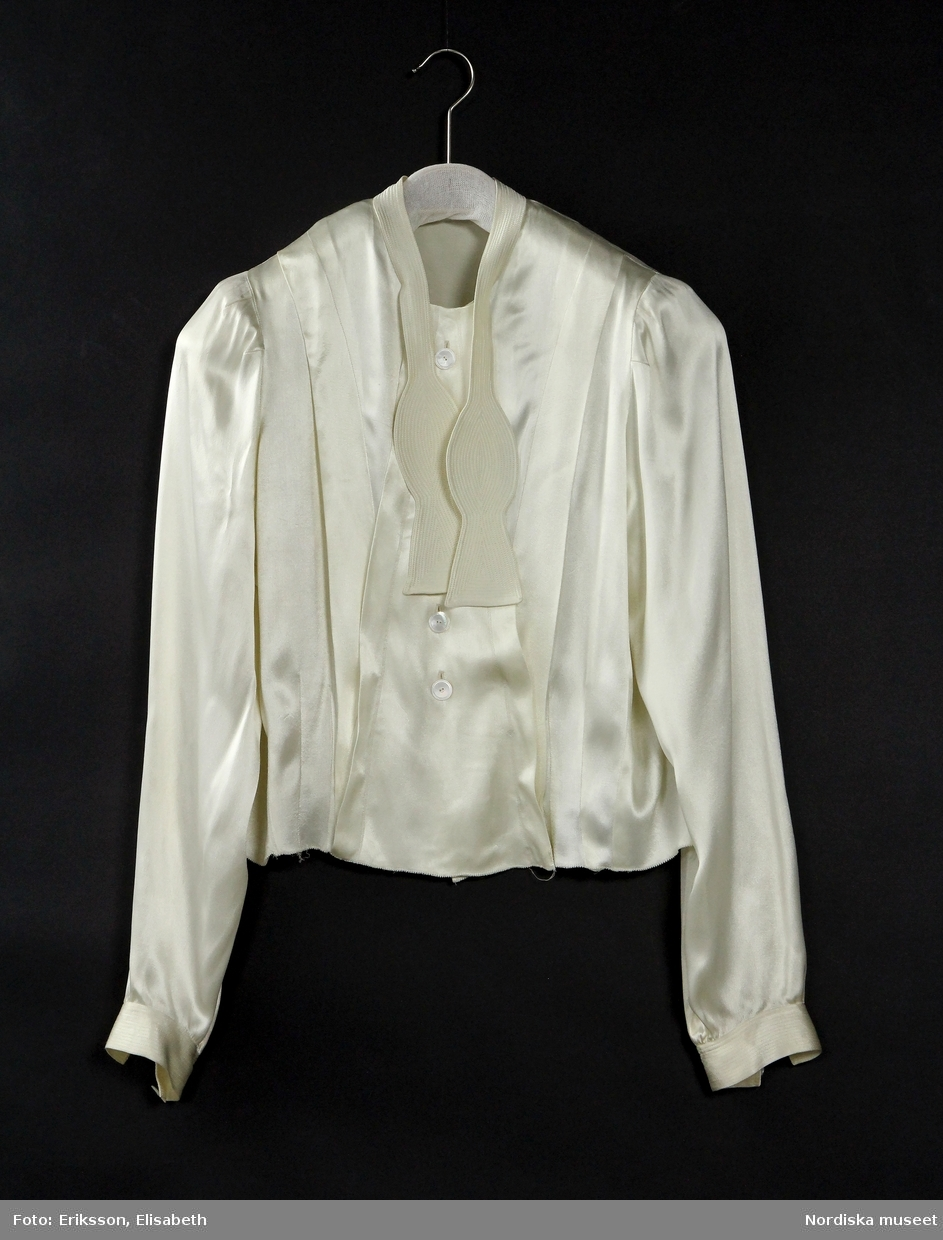
Blus från damskrädderi på NK.

I de flesta kvinnors garderober fanns en kappa av lättare ylletyg och nästintill alla kvinnor bar hatt. Under sommaren bar de flesta kvinnor klänning. När det kommer till skor så hade många kvinnor skor av skinn eller tygskor i vitt och blått. Handväskan var en viktig accessoar som i de flesta fall var tillverkad av skinn. När kvinnorna arbetade i hemmen hade de oftast på sig en lång bomullsrock med knäppning och stora fickor där fram och de hade oftast håret uppsatt i hårnät eller liknade. Under höst och vinter var det vanligt att kvinnor hade på sig en vinterkappa av ylletyg och bruna kängor med en liten klack. Det var även vanligt att kvinnorna bar en kjol av enfärgat tyg med rak modell tillsammans med en blus av flanell eller ylle med lång ärm. Kvinnorna stickade även mycket, exempelvis var det vanligt med handstickade koftor och raggsockor under vintern. Kvinnornas stil under denna tid varierade mycket stort beroende på vart de bodde.

## Manligt mode

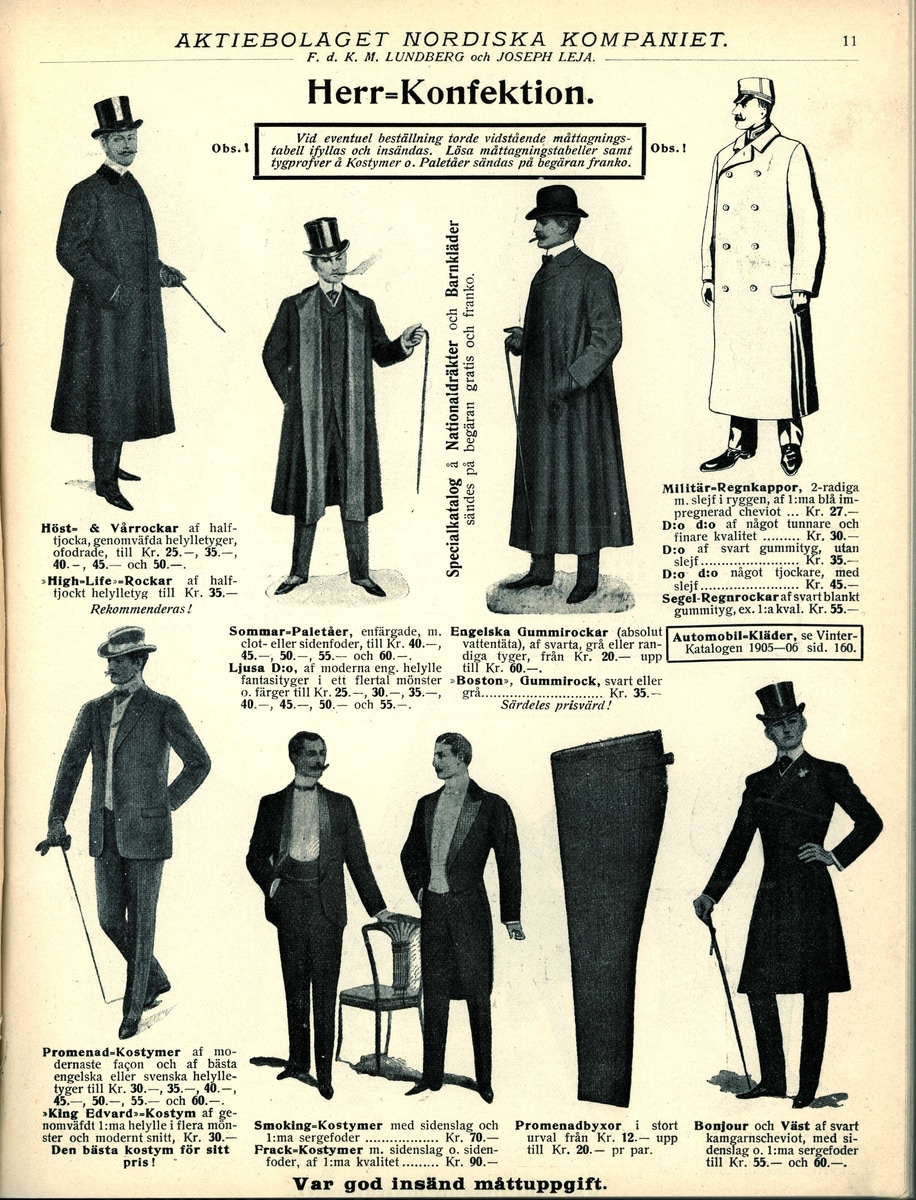
Nordiska kompaniets Herr-Konfektion.

Det manliga modet bestod av långbyxor av ylletyg, skjortor av rutig flanell eller vitt bomullstyg, rutiga slipovers samt västar. Till vardags var det även vanligt att männen bar en handstickad tröja samt en kavaj och slips. Under vintern hade männen oftast på sig en överrock eller trenchcoat med varmt foder och en hatt av grå eller brun filt. När det var riktigt kallt kunde männen även ha på sig långkalsonger av bomull eller ylle. De flesta män hade på sig bruna lågskor av skinn. Även det tidigare populära plagget golfbyxor var fortsatt populärt och användes till vardags.

### Swingpjatten

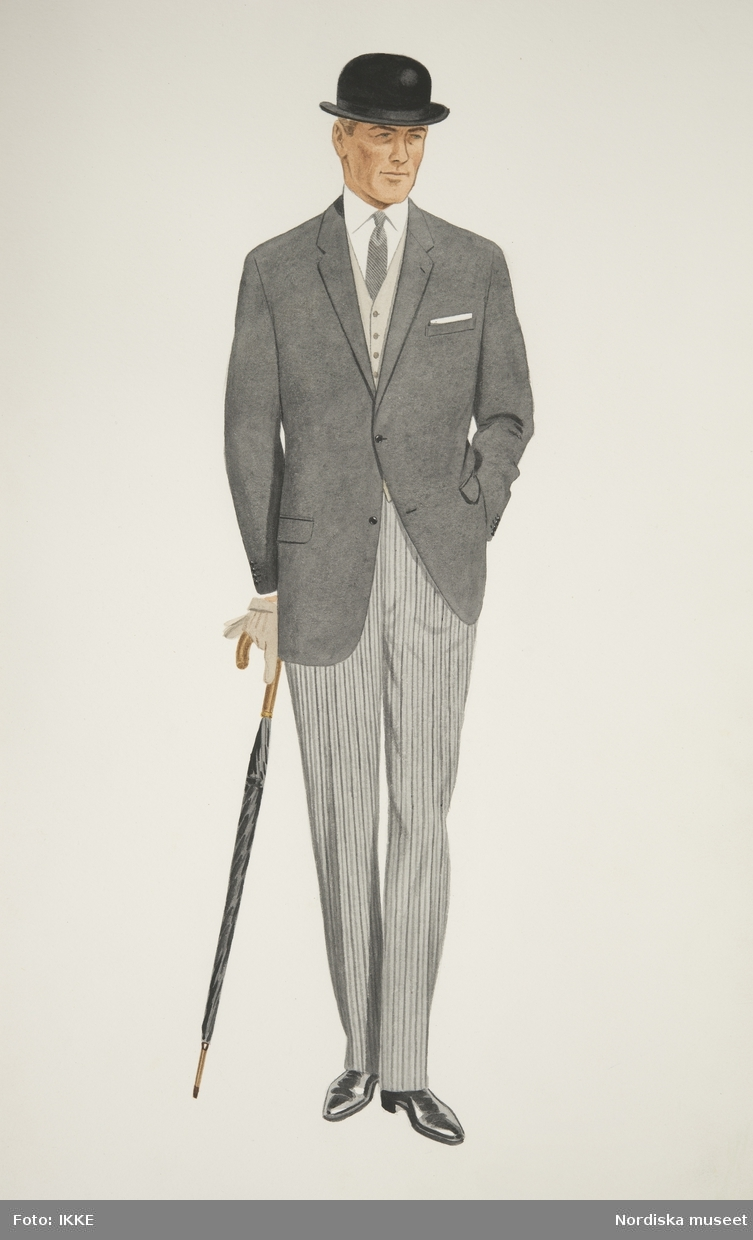
Modeteckning av man i mörkgrå kavaj, randiga byxor, ljusgrå väst, kubb och paraply i handen.

Under 1940-talet dök även ett nytt ungdomsmode upp som kom att kallas swingpjatten. Denna nya stil inspirerades av jazzstilen. Typiskt för denna stil var att männen bar hatt, vit skjorta, bred färgglad slips, vida byxor, vita strumpor, skor med grova sulor samt en rutig kavaj.

#### Nordiska kompaniets herrskrädderi
Nordiska Kompaniet (NK) var först med att introducera nylonstrumporna och jeansen på den svenska marknaden. NK introducerade även olika illustrationer av herrkläder som många människor började hämta stor inspiration från. Dessa illustrationer kunde exempelvis vara på män i jaktkläder, män i smoking eller män i kavaj och väst.

## Barnkläder
Barn under denna tid hade generellt väldigt få klädesplagg att välja mellan och därför tvingades de vara väldigt försiktiga med de kläder de hade. Skolflickorna hade på sig blus, kjol eller klänning samt långstrumpor i en beige färg. De hade även på sig bruna lågskor till vardags och svarta lackskor som finare skor. Under sommaren hade barnen oftast på sig lädersandaler, vanligen bruna, röda eller vita. Under vintern hade barnen på sig en yllekappa och under sommaren en något tunnare och kortare kappa. Barnen bar även hemstickade koftor, mössor, halsdukar och vantar.
Skolpojkarna hade på sig långbyxor och en rutig bomullsskjorta med en stickad eller långärmad tröja över. De bar även rutiga knästrumpor och lågskor av läder. Pojkarna hade även på sig en yllejacka eller vindtygsjacka tillsammans med en slät toppluva med en hängande röd eller blå tofs under vintern. Vid finare tillställningar var det vanligt att pojkarna bar fluga. Många av pojkarna ägde även en tvådelad skiddress av ylle för vintersport och till skolan.

## Äldres plagg

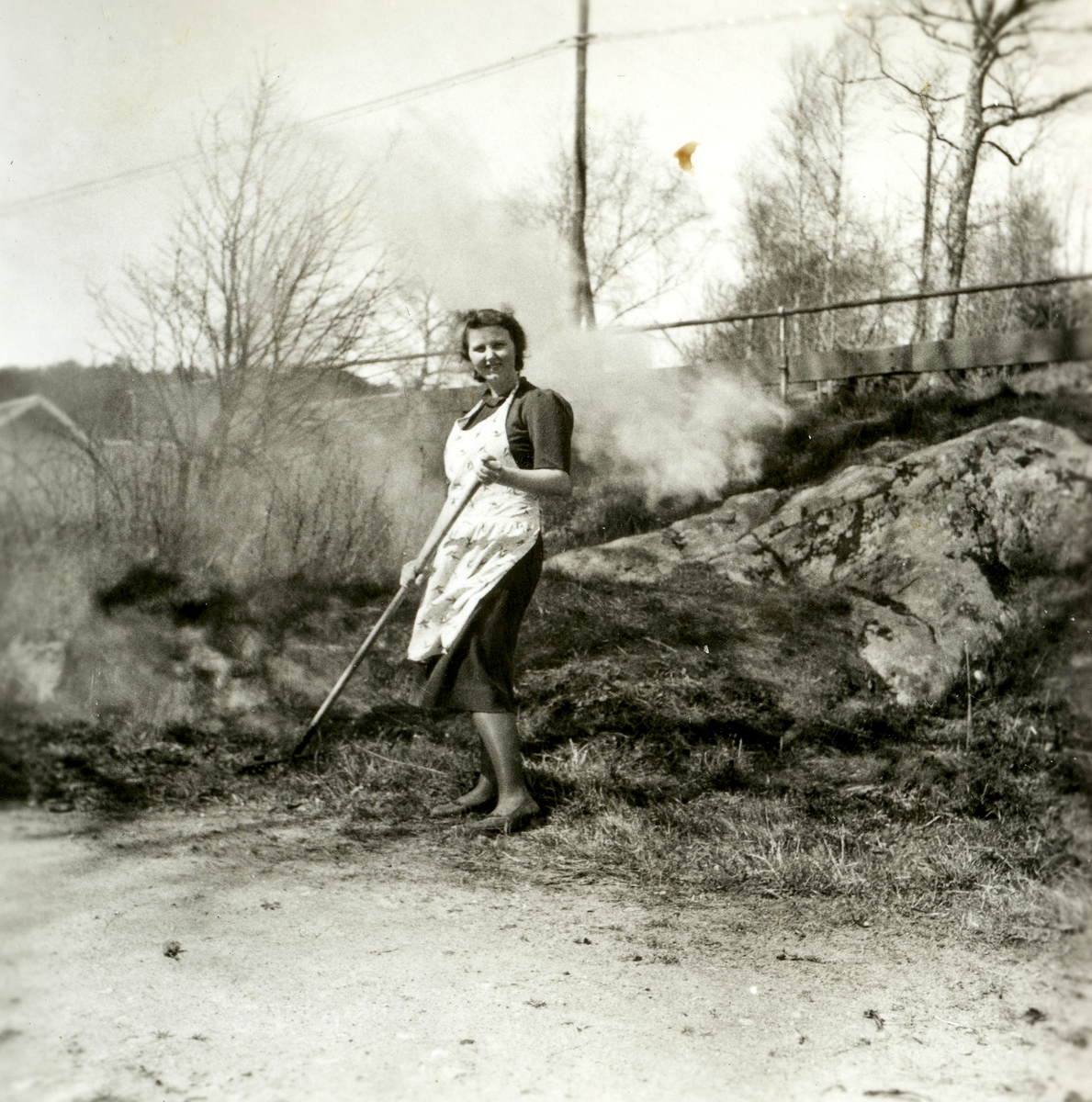
Märta Andersson i städrock.

Äldre personer klädde sig i kläder från sin generation, det vill säga de kläder som var moderna under den tid som de var unga. De fortsatte slita på de kläder som de hade sedan tidigare eftersom de inte hade råd att köpa nya kläder. Av denna anledning använde de sig av ylletyger av god kvalitet som höll länge och kunde sy om dem om man så skulle vilja. Det var exempelvis vanligt att äldre män hade på sig mörka kostymbyxor med hängslen och en bomullsskjorta med krage. Det var även vanligt att de äldre bar en undertröja av bomull under skjortan och långkalsonger vid vintertid. Över skjortan bar de oftast en väst av samma tyg som byxorna samt en kavaj. Under denna tid bar de äldre männen sällan lågskor, utan de hade istället på sig svarta snörkängor av mjukt skinn. När det gäller accessoarer så var det vanligt att äldre män hade en käpp.
De äldre kvinnorna hade vanligtvis på sig en enfärgad klänning med vit krage och under sommaren en blommig klänning. Kvinnorna hade även på sig en städrock till vardags eftersom de befann sig mest i hemmet. När det gäller skor så hade de oftast på sig svarta skinnskor med en liten klack och långa strumpor. De äldre kvinnorna lämnade aldrig hemmet utan kappa och hatt. Det var även vanligt att de äldre kvinnorna ägde en svart handväska som passade till alla tillfällen samt en liten tygkasse som de kunde lägga matvaror i. Under de kallare perioderna på året bar kvinnorna oftast en svart eller brun yllekofta med en stickad yllekofta under för att hålla sig varma. Även stickade västar kunde kvinnorna ha på sig över städrocken eller klänningen för att slippa frysa.

## New Look

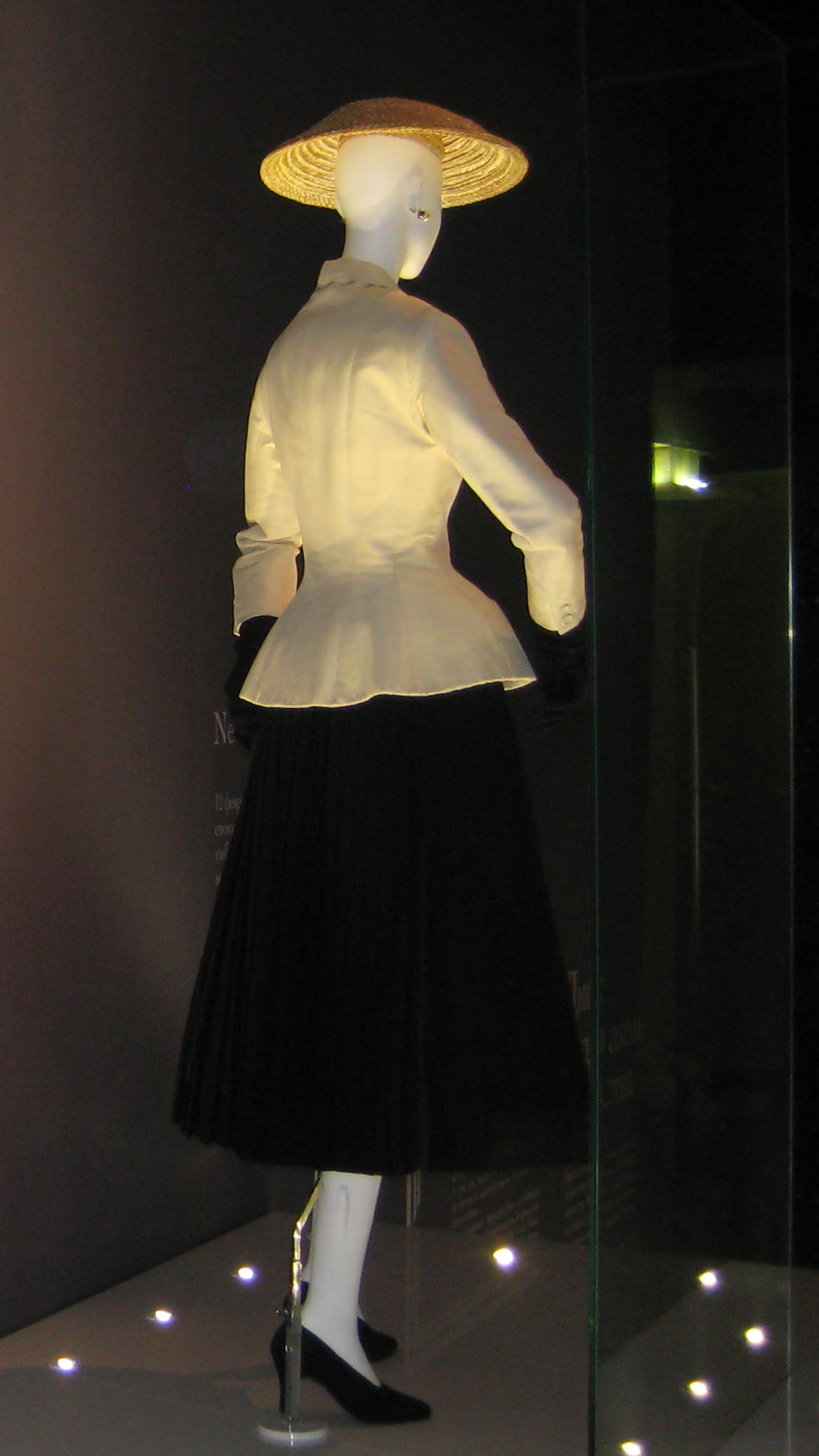
Christian Diors kollektion "New Look"

Modet kom att förändras i takt med krigets slut samt att Christian Dior kom att introducera en ny look som kom att kallas "New Look". New Look skapades år 1947 och fortsatte att vara populär ända fram till 1950-talet. Detta nya modet spreds till Sverige och kom att inspirera andra modeskapare som började producera liknande plagg. Diors kollektion bestod av vida, vadlånga tyllkjolar som satt hårt i midjan, v-ringade jumpers med rundade axlar samt kappor.
Christian Dior ville att hans kollektion skulle symbolisera en ny tid som liknade perioden innan första världskriget då det var fred och människor var lyckliga. Diors kollektion symboliserade lyx och rikedom. Samtidigt som han ville att kläderna skulle se så naturliga ut som möjligt, trots att de flesta av plaggen var konstgjorda med stoppningar i axlar och på höfter. Några typiska kännetecken för hans kollektion var en smal midja, mjuka axlar, en lång kjol samt högklackade pumps.
De flesta länder hade följt ransoneringslagarna och varit sparsamma med de pengar som fanns kvar efter kriget. Däremot hade de franska modeskaparna arbetat vidare som om det aldrig varit något krig. Diors kollektion väckte därför stora reaktioner och många människor blev oroliga över hur Diors kollektion skulle komma att påverka den sköra ekonomi som fanns kvar efter kriget. Många människor ansåg att hans kollektion var slöseri med tyg och ville inte att detta skulle spridas vidare till andra modeskapare.
Diors kollektion spred sig snabbt bland folket och många ville ha en förändring efter den långa krigsperioden. Dior ville framhäva midjan och höfterna med sina plagg. Detta kom att uppskattas av kvinnorna som var trötta på kläder med breda axlar och korta kjolar. Den billiga massproduktionen av kläder bidrog till att många människor lyckades få tag på kopior till märkeskläderna. Christian Dior började därför sälja allt från sjalar till underkläder och parfym under sitt namn för att på så sätt kunna hålla kvar sin status. Många senare modeskapare har hämtat inspiration från Christian Dior. Exempelvis kan vi se hur Norman Norells leopardmönstrade aftonklänning inspirerats av New Look genom dess åtdragna midja och svällande höfter. Vi kan även se hur hans kollektion påverkat bilar genom strömlinjeformade amerikanska bilar. Paul Parnes lanserade även en amerikansk tolkning av Diors kollektion under 1947. Parnes kollektion bestod av långa kjolar som kombinerades med en figursydd jacka.

## Allt fler börjar bära jeans

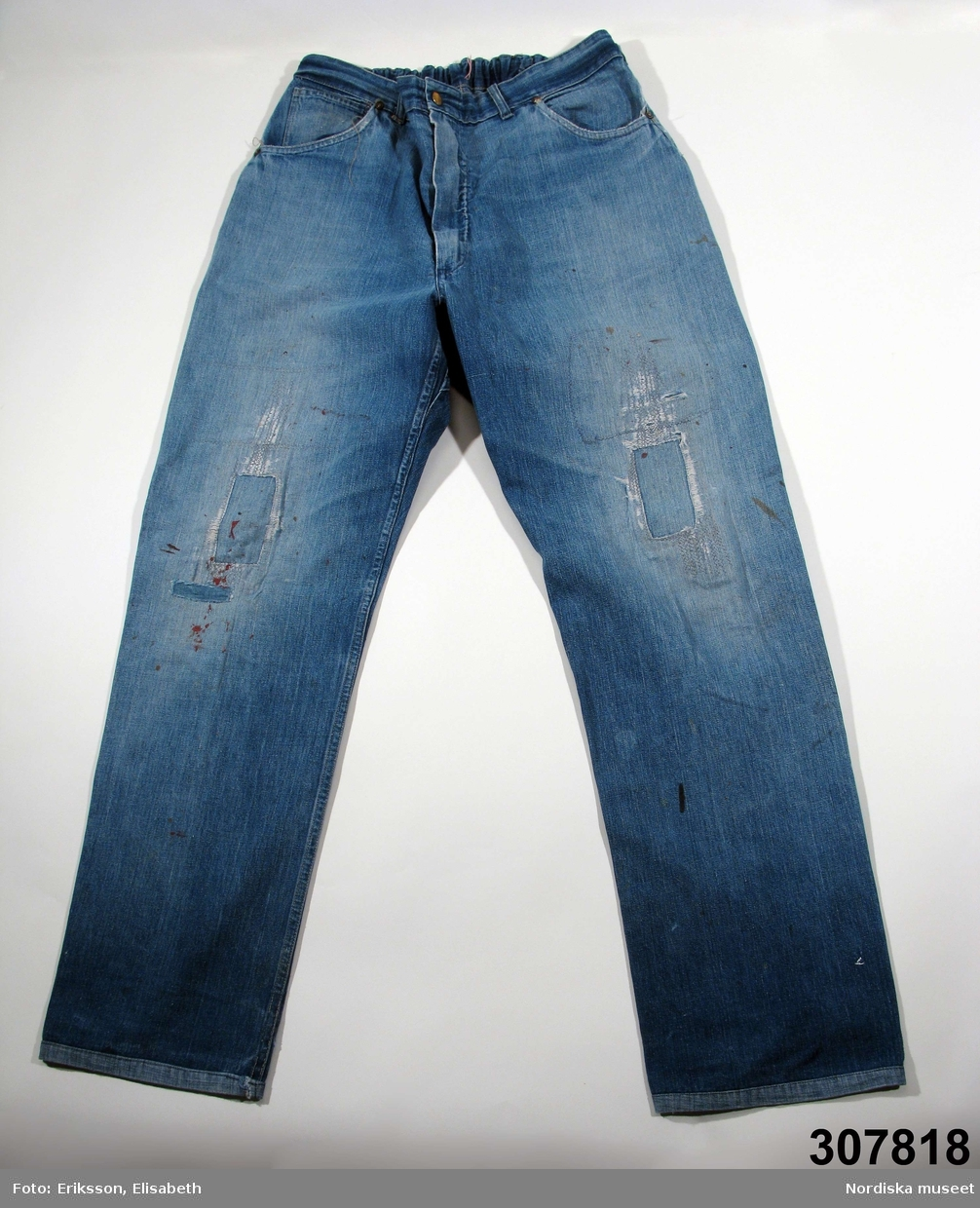
Slitna jeans för män i bomull.

Till följd av modets utveckling samt under 1940-talet så började allt fler människor hoppa på trenden och det blev allt vanligare att använda jeans. I mitten av 1940-talet efter andra världskriget började det bli allt vanligare att bära jeans som ett fritidsplagg. Amerikanska jeans kom nu att bli mycket populära bland folket. Däremot var det mycket svårt att få tag på de eftertraktade amerikanska jeansen och under flera år såldes dessa inte Sverige. Av denna anledning tillverkades de flesta jeansen i Sverige under denna tid. Under denna period var efterfrågan på jeans större än utbudet. Stora delar av de jeans som tillverkades i Sverige kom från Algots i Borås som tillverkade kopior av de amerikanska jeansen. Vid denna tid var det inte socialt accepterat för kvinnor att bära jeans. De som hade turen att få äga ett par jeans var mycket stolta och tog väl hand om jeansen.

## Trenchcoaten

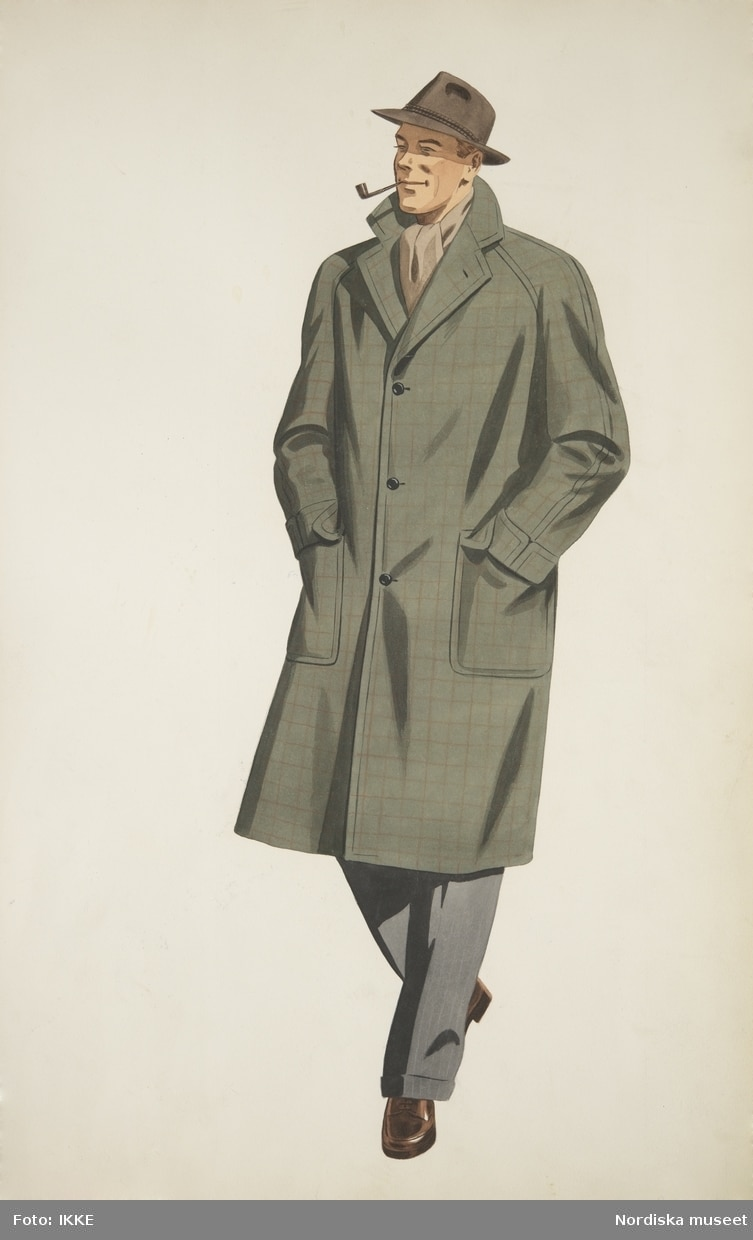
Modeteckning av man i trenchcoat.

Trenchcoaten kom även att bli populär bland folket under 1940-talet. Denna kappa fick sitt namn från skyttegravarna under första världskriget när Thomas Burberry fick i uppgift att sy rockar till Storbritanniens officerare. Under denna tid stylade man trenchcoaten med en hatt och en cigarett. Dessa kappor var oftast beiga och hade breda axlar. Det var också vanligt att de hade dubbelknäppe för att männen skulle kunna hålla sig varma. Många trenchcoats hade även ett yllefoder som vid behov kunde tas av och användas som en filt. Trenchcoaten kunde också användas som ett skydd vid regn genom att kappan kunde snöras åt vid midja och handleder med hjälp av ett bälte. Det var vanligt att trenchcoaten förknippades med män i medelåldern. Många menade att trenchcoaten var ett plagg för män som inte hade någon egen smak.
Trenchcoaten var under 1940-talet ett dyrt klädesplagg som få hade råd att införskaffa sig. Till följd av teknologiska framsteg och förbättrande tillverkningsprocesser så blev rocken allt billigare att tillverka redan på 50-talet och dess rykte kom nu även att förbättras. Trenchcoaten beskrivs ofta som ett tidlöst ytterplagg som går bra ihop med en vit skjorta och blå jeans.

## Accessoarer
Under 1940-talet var det högsta mode att bära hatt. Det kom att dröja ända fram till 50-talet innan det började bli mer accepterat att gå utan hatt. Den största förändringen i hattmodet under denna tid var att kanten på hattarna blev smalare efter andra världskriget. Fedorahatten och Homburghatten kom att bli de vanligaste hattmodellerna under denna tid.

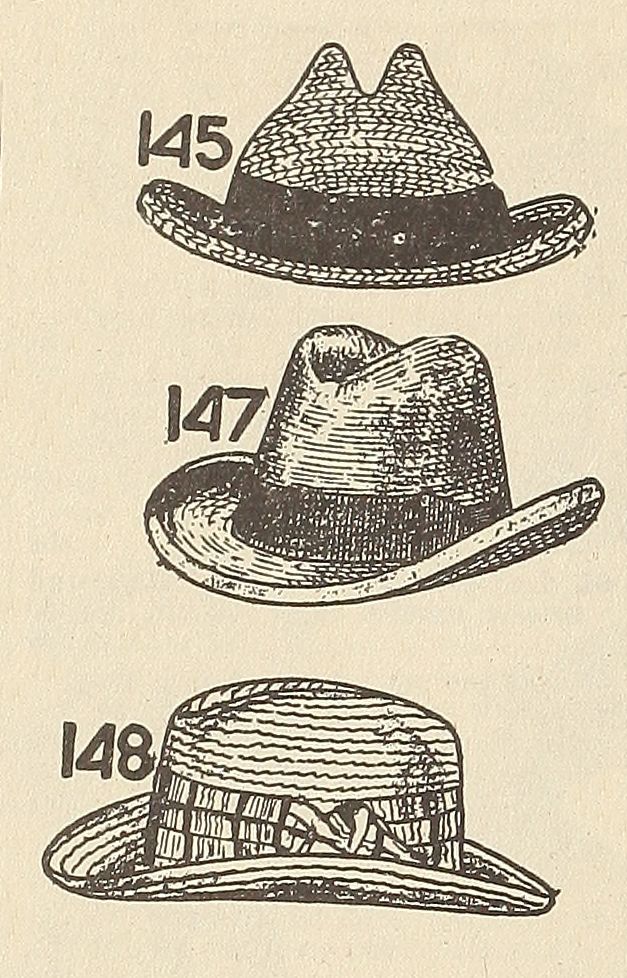
Fedorahattens utveckling.

### Fedorahatt
Fedorahatten blev högsta mode under 1942 eftersom Humphrey Bogart använde sig av hatten i många kända Hollywoodfilmer. Hatten förknippades med gangsters under en lång period, men kom i slutet av 1940-talet att ge ett mer formellt intryck. Fedorahatten tillverkades av ull och beskrivs ofta som en låg hatt av filt.

#### Homburghatten

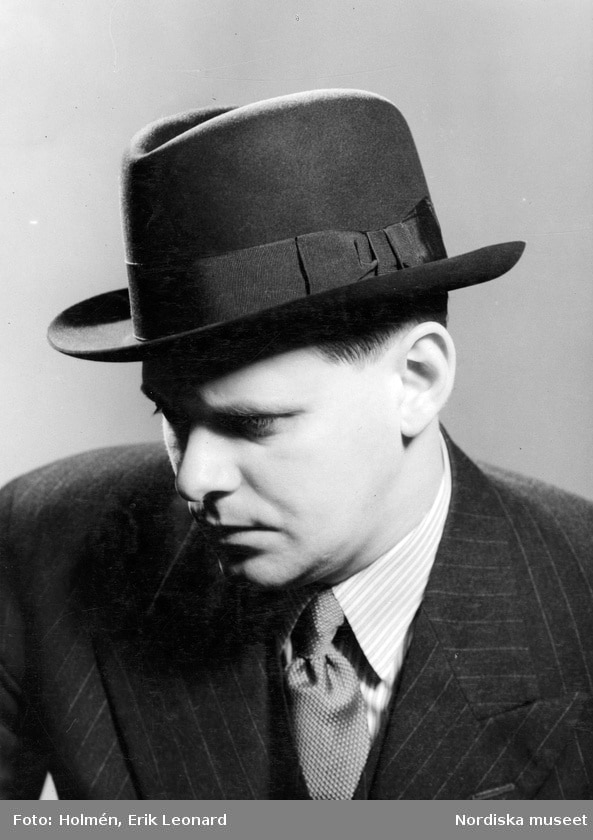
Man i Homburghatt 1945/1949.

Homburghatten kom även att bli mycket populär under 1940-talet och dess historia sträcker sig bak i tiden till 1800-talet då den första Homburghatten tillverkades. Denna hatt var Winston Churchills favoritplagg.

## Klackskor

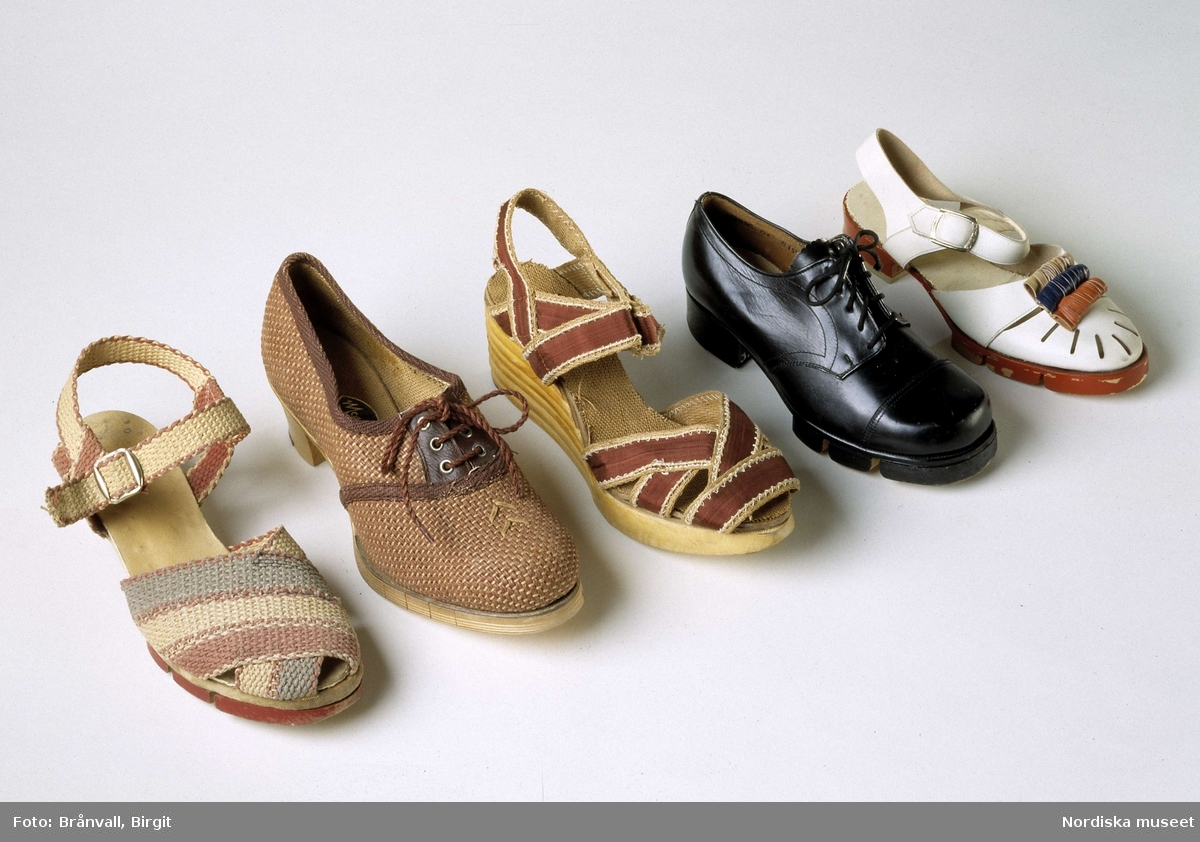
Skor med klack 40-tal.

Under 1940-talet i samband med att Christian Diors kollektion "New Look" blev allt mer populär så började allt fler ha på sig klackskor. Kvinnorna hade exempelvis på sig sandaler och snörskor med klack. Även pumps med en ordentlig klack kom att bli populära. Klackskorna blev under denna tid en symbol för en självsäker kvinna.
Till följd av ransoneringen så blev det vanligt att konsumenterna använde sig av trä och kork för att tillverka sulor och klackar. Klackskorna bidrog till en social svårighet för de kvinnor som arbetade för jämlikhet. De kvinnor som bar högklackade skor ansågs vara mycket självupptagna, samtidigt som de kvinnor som inte bar klackar förlorade sin feminina respekt.

## Nylonstrumpans genombrott

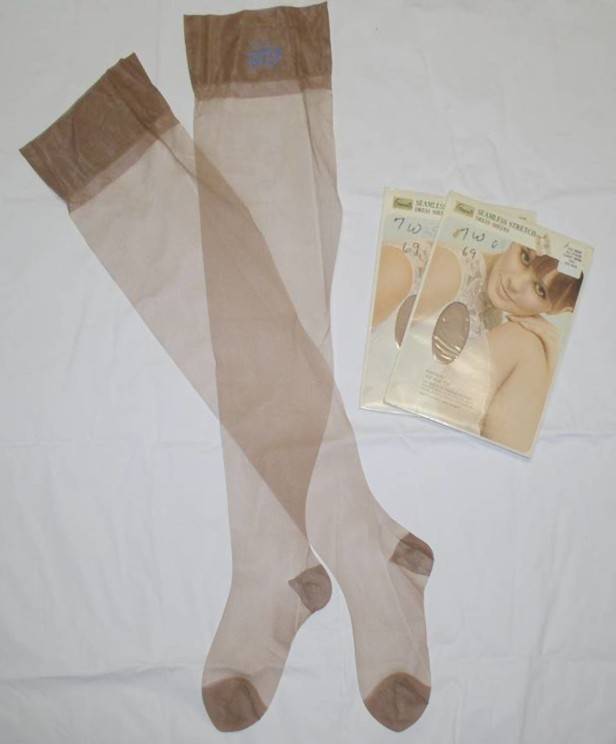
Nylonstrumpor under 1940-talet.

Under 1940-talet lanserades nylonstrumporna för första gången. New York kom att bli först med att introducera nylonstrumpor 1939 efter att Dr Wallace Carothers uppfann nylonet 1935. Det kom dock att ta lång tid innan nylonstrumporna spreds till Europa på grund av omständigheterna av kriget som försvårade handeln. Först år 1946 fick Malmö strumpfabrik nylon från USA och Frankrike, vilket bidrog till att fabrikerna kunde tillverka ett stort antal nylonstrumpor som sedan kunde fraktas till Sverige.

### Crepenylon
Nylonstrumporna blev mycket populära bland folket eftersom det var ett betydligt billigare alternativ än de tidigare silkesstrumporna. Crepenylon började nu användas i allt större utsträckning. Crepenylon var ett mycket effektivt material eftersom det både var elastiskt, torkade snabbt och var slitstarkt. Den höga efterfrågan kom däremot att bidra till att fabrikerna fick det svårt att finna arbetskraft. På grund av detta flyttade Malmö strumpfabrik sin produktion till Tjörnarp.

## Tillverkning och material

### Ull
Mycket av 1940-talets kläder tillverkades av ull som därför kom att bli en mycket värdefull vara. Tillverkningsprocessen var mycket lång från ull till färdiga klädesplagg och stor arbetskraft krävdes. Till att börja med klipptes fåren innan ullen rensades och man kunde sortera svart och vit ull. Av ullen tillverkades sedan en tunn filt, innan ullen behövde noppras på nytt och rulla ullen till fina rullar. Sedan bestämdes det vad ullen skulle användas till. Exempelvis kunde ullen användas för att tillverka raggsockor och vantar. Det var vanligt att arbetarna arbetade inom ylleproduktionen under vinterhalvåret eftersom skördarna inte var lika bra och människorna inte kunde arbeta på åkrarna. Arbetet fördelades mellan människorna för att underlätta för den långa arbetsprocessen. Exempelvis hade barn och de äldre i uppgift att rensa och noppra ullen medan männen hade i uppgift att skrubba ullen eftersom det var ett mycket tungt arbete.

### Bomull
Bomull var en viktig råvara vid tillverkningen av olika klädesplagg under 1940-talet. Det var exempelvis vanligt att fabrikerna tillverkade underkläder och jeans av bomull. Tillverkningen av bomull krävde stor arbetskraft. Bomullen behövde rensas från frön. Sedan behövde bomullen spinnas till en tråd, innan tråden kunde vävas till tyg. Till följd av den industriella revolutionen kom nya maskiner såsom Spinning Jenny. James Hargreaves spinnmaskin kom att underlätta för bomullsproduktionen och bidrog till att bomull blev en vanlig råvara att använda sig av. Richard Arkwright utvecklade senare en spinnmaskin som ersatte mänsklig muskelkraft vilket kom att underlätta produktionen ytterligare.

### Linne
Även linne kom att bli en värdefull vara vid tillverkningen av kläder och denna tillverkning krävde också stor arbetsbelastning. Linnet skulle först sås innan man kunde platta till åkern. Linnet häcklades även och därefter vävdes linnetyg av fibrerna som sedan blektes. Linnet användes sedan för tillverkningen av kläder, men också till handdukar och lakan. I samband med den industriella revolutionen så blev ull- och linneproduktionen mer effektiv. Detta berodde främst på nya uppfinningar som till exempel Spinning Jenny och den flygande skytteln. Arbetet utfördes nu främst i fabrikerna i stället för i hemmen.

### Polyester
Under 1940-talet skapades även de första fibrerna av polyester vilket kom att bidra till att fabrikerna kunde tillverka kläder som var mer elastiska och kunde tåla olika väder. Detta bidrog till att kläderna blev mer tåliga mot slitage samtidigt som polyester varken bleknar, krymper eller blir skrynkligt lika lätt som till exempel bomull. Tillverkningen av kläder av polyester gick betydligt snabbare än tillverkningen av bomullskläder eftersom polyester torkat mycket snabbare på grund av att polyester inte absorberar lika mycket vatten som bomull. Däremot finns det en del nackdelar med polyester såsom att tillverkningen lämnar avtryck på miljön samt att polyester inte andas lika bra som bomull. Under senare tid kom det även att bli vanligt att producenterna blandade bomull och polyester vid tillverkningen för att få de bästa egenskaperna av båda fibrerna.

## Stilikoner

### Zarah Leander

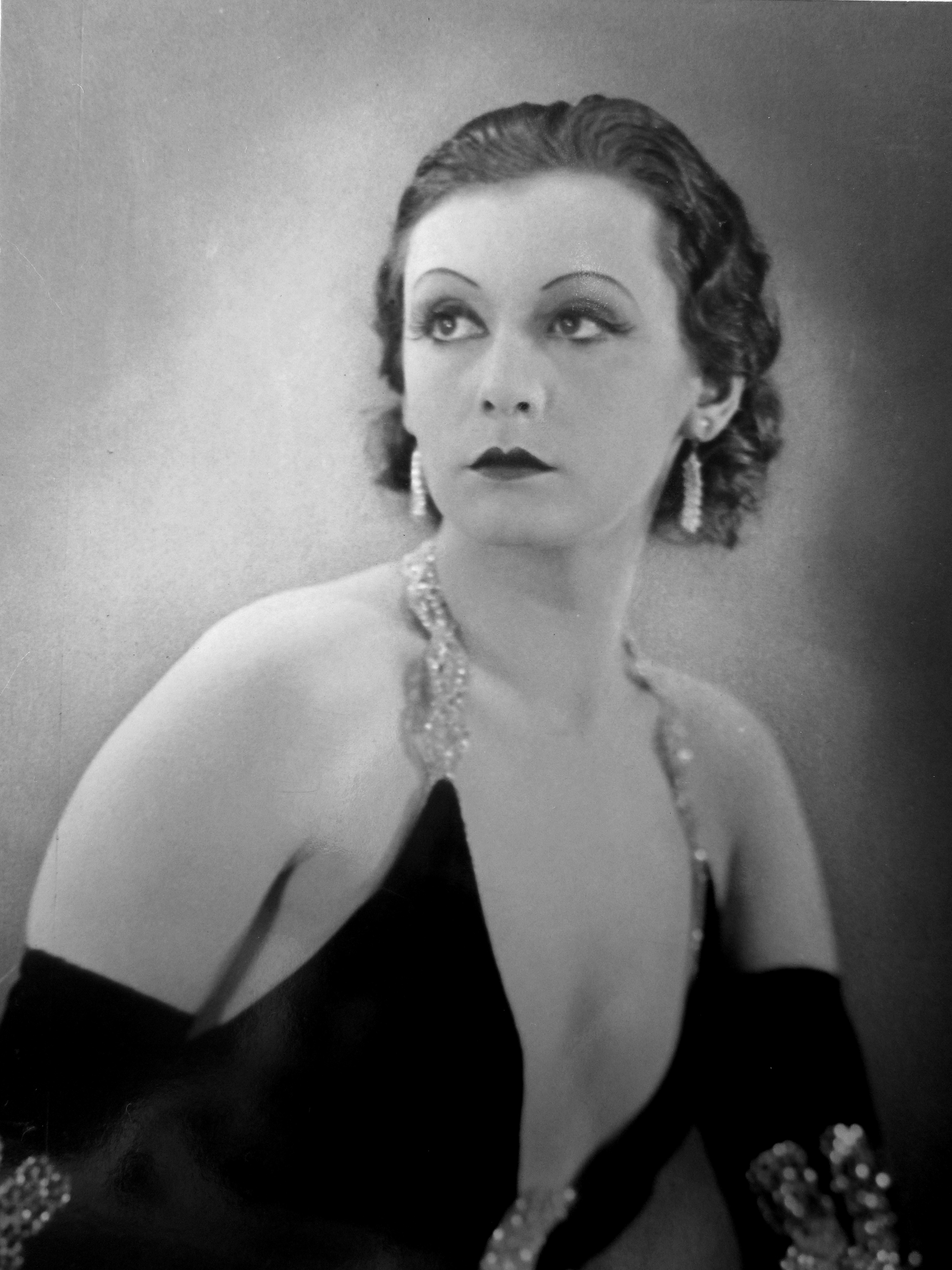
Porträtt av Zarah Leander.

Zarah Leander var en svensk sångare och skådespelare. Hon föddes under 1907 i Hedberg. Leander gjorde många filmsuccéer i Tyskland under 1937-1943. Hon deltog i både radio och olika filminspelningar som bidrog till att hon blev mycket populär bland folket i nazi-Tyskland. Leander kom att fortsätta sin karriär i Sverige under 1949 där hon även blev populär bland folket. Hon medverkade i svenska musikaler och svensk TV. Under senare år åkte hon också på turné. Många människor hämtade inspiration för 1940-talets mode från Zarah Leander eftersom hon ofta syntes på TV. Leander är känd för att vara mycket elegant och hade ofta på sig glamorösa kläder. Hon syntes ofta i TV rutan med en aftonklänning.

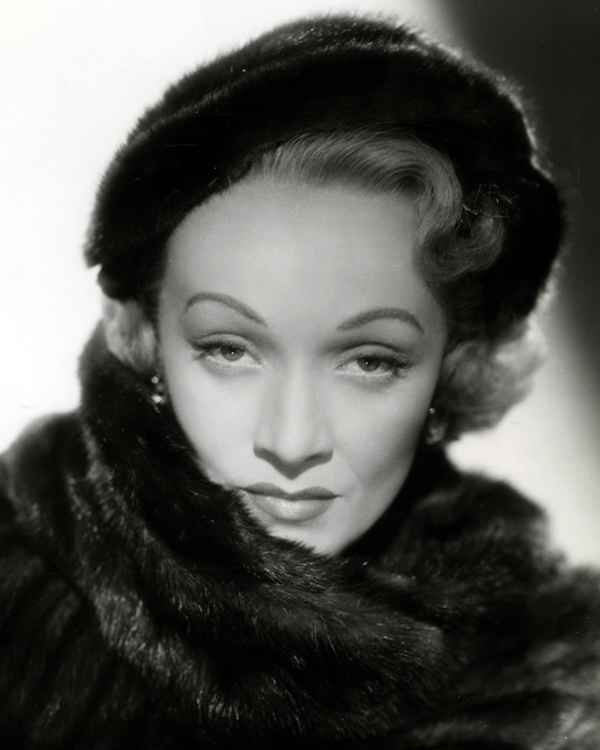
Porträtt av Marlene Dietrich.

#### Marlene Dietrich
Marlene Dietrich var en sångare och skådespelare i Tyskland och Amerika. Hon föddes 1901 och studerade på en teaterskola i Berlin. Dietrich är bland annat känd från filmerna "Blå ängeln", "Marocko" och "Blonda Venus". Dietrich framstod i vissa filmer som väldigt feminin där hon bar en aftonklänning. I andra filmer får vi ta del av en mer maskulin sida då hon exempelvis bar långbyxor, smoking och uniformer för män i vissa filmer. Marlene Dietrich kom att bli en förebild inom modebranschen på denna tid på grund av att hon hade ett gott självförtroende med båda fötterna på marken.

##### Humphrey Bogart

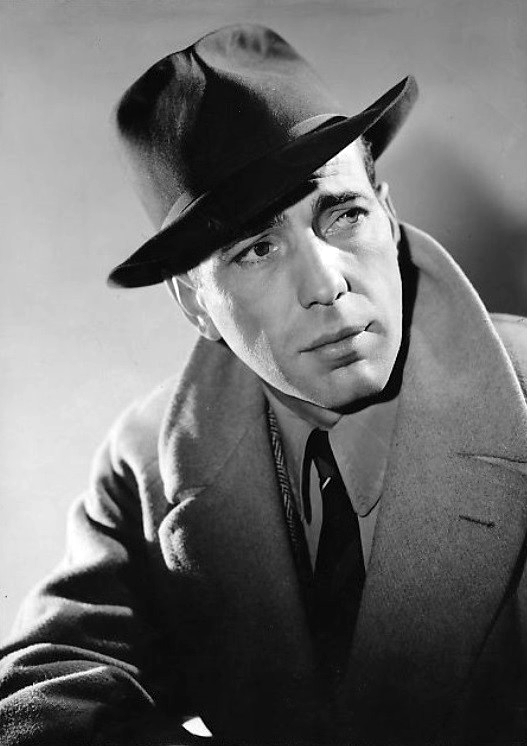
Porträtt av Humphrey Bogart.

Humphrey Bogart var en skådespelare från USA som föddes 1899. Han var gift med Lauren Bacall som också var skådespelare. Humphrey Bogart kom att göra karriär inom både film och teater. Bogart blev bland annat känd för att vara en gangster från filmen "Den förstenande skogen". Han spelade många roller där han var hjälte under andra världskriget. Bogart blev populär på grund av hans förmåga att kunna spela många olika roller. Han vann en Oscar för bästa manliga huvudroll. Bogart kom att ha inflytande på skådespelare, lika väl som på mode. Han var en mycket stor stilikon då han ofta hade på sig trenchcoat, hatt och kostym som under 1940-talet var högsta mode.